# 청주공업고등학교
청주공업고등학교(淸州工業高等學校)는 대한민국 충청북도 청주시 상당구 영동에 위치한 공립 고등학교이다.

## 학교 연혁
- 1946년 9월 20일 : 청주공업중학교 개교
- 1951년 9월 1일 : 청주공업고등학교로 교명 변경
- 1976년 4월 1일 : 청주기계공업고등학교로 교명 변경
- 1986년 3월 1일 : 항공정비과 2학급 신설
- 1993년 7월 19일 : 충북 공업계 고등학교 공동실습소 개설
- 2001년 10월 5일 : 상당학사 개축
- 2007년 2월 8일 : ‘특수학급’ 1학급 배정 (43학급)
- 2011년 3월 1일 : 청주공업고등학교로 교명변경(항공산업·에너지 특성화고 지정)
- 2018년 3월 1일 : 화학공업과 신설, 기계설계과 학과 개편
- 2021년 3월 1일 : 융합설비과 학과개편
- 2022년 3월 1일 : 정밀기계과, 항공모빌리티과, 전기제어과 학과개편
- 2023년 1월 6일 : 제72회 졸업식(344명) 졸업생수 누계 38,516명
- 2023년 3월 1일 : 제24대 김경희 교장 부임
- 2023년 3월 1일 : 반도체전자과 학과개편
- 2024년 3월 4일 : 2024학년도 신입생 입학식(289명)

## 설치 학과
- 정밀기계과
- 기계설계과
- 전기제어과
- 컴퓨터전자과
- 화학공업과
- 반도체전자과
- 융합설비과
- 항공모빌리티과

## 참고 자료
- 청주공업고등학교 - 한국교육학술정보원 학교알리미